# وزمان (مقاطعة ديواندرة)
وزمان (بالفارسية: وزمان) هي قرية تقع في قسم تشهل تششمه الريفي (مقاطعة ديواندرة) في إيران. يقدر عدد سكانها بـ 89 نسمة .